# Bismillah Khan
Pour les articles homonymes, voir Khan (homonymie).
Ustad Bismillah Khan, né le 21 mars 1916 à Dumraon dans le Bihar et mort le 21 août 2006 à Varanasi dans l'Uttar Pradesh, est un musicien indien. Il est le plus grand interprète du hautbois indien, le shehnai. Il en fait un véritable instrument classique de la musique hindoustanie. Il vivait à Bénarès, où il est enterré. Son jeu a exercé une influence certaine sur celui de John Coltrane.

## Discographie
Ru-Ba-Ru
A unique Confluence of Shehnai and Sarod (2cd) avec Amjad Ali Khan
Music Today 2004

## Distinctions
- Bharat Ratna en 2001